# Николина Ангелкова
Николина Ангелкова е български политик от ГЕРБ, министър на туризма в периодите 2014 – 2017 и 2017 – 2021 година, народен представител в XLIV НС, XLV НС, XLVI НС и XLVII НС.

## Биография
Родена е на 30 ноември 1979 г. в Крумовград. Завършва магистратура по право в УНСС и специализира фирмено управление в Института за следдипломна квалификация на УНСС. Специализирала е още финансово управление на структурните фондове на ЕС, европейско право и регионална политика и структурни фондове в Института по публична администрация в Маастрихт и в Регионалния институт за административна реформа в Нант, Франция. Между 2002 и 2006 г. е председател на Асоциацията за правно развитие, като едновременно с това е стажант в ГД „Околна среда“ на Европейската комисия и съветник към ръководителя на българската делегация в групата на ЕНП-Европейски демократи в Европейския парламент.
Ангелкова има и частен бизнес. От 2005 до 2010 г. е собственик на фирмата „Николова и партньори консулт“, а от 2007 до 2009 г. е генерален директор на компанията „Херчеса България“ ЕООД. От 2009 до 2010 г. е управител на „Хелектор България“ ЕООД. След това ръководи звено „Контрол, комуникация и координация“ в Министерството на регионалното развитие и благоустройството. От 2011 г. е член на УС на Агенция „Пътна инфраструктура“. През 2013 г. става заместник-министър на регионалното развитие и благоустройството. На 6 август 2014 г. е избрана за министър на транспорта, информационните технологии и съобщенията в служебното правителство на Георги Близнашки. Остава на този пост до 7 ноември 2014 г., когато е избрана за министър на туризма във второто правителство на Бойко Борисов. На парламентарните избори през 2017 г. е избрана за народен представител в XLIV НС, а по-късно отново оглавява министерството на туризма в третото правителство на Бойко Борисов. През юли 2020 г. Марияна Николова сменя Ангелкова на поста министър на туризма. Самата Ангелкова се възползва от правото си по закон и се връща в парламента като депутат. На изборите през април 2021 г. Ангелкова е избрана за депутат от ГЕРБ в XLV НС. На изборите през юли 2021 г. Ангелкова е избрана за депутат от ГЕРБ в XLVI НС. На изборите през ноември 2021 г. е избрана за депутат от ГЕРБ в XLVII НС.

## Позиции и политики
В спора за Пирин през 2018 г. Ангелкова счита, че втори лифт в Банско е необходим.